# Gemeinderatswahl in Innsbruck 2006
Die Gemeinderatswahl in Innsbruck 2006 fand 2006 statt.
Als Sieger der Wahl gingen sowohl die Innsbrucker SPÖ als auch die Innsbrucker Grünen hervor, die beide mindestens über fünf Prozentpunkte dazugewinnen konnten. Leichte Zugewinne gab es außerdem für ÖVP. Leichte Verluste für den Tiroler Seniorenbund und die FPÖ Innsbruck. Große Verluste musste die Liste Für Innsbruck hinnehmen. Die erstmals angetretene Liste von Rudi Federspiel erhielt auf Anhieb 9,4 % und zog in den Gemeinderat ein.
- GRÜNE: 8
- SPÖ: 8
- FI: 11
- TSB: 1
- ÖVP: 6
- FLRF: 4
- FPÖ: 2

## Hintergrund
Im Jahr 2000 erzielte die Liste Für Innsbruck das erste Mal die meisten Stimmen. Gewinne konnten neben der Liste Für Innsbruck auch die Innsbrucker Grünen und der Tiroler Seniorenbund verbuchen. Verluste mussten die „etablierten“ Parteien SPÖ, ÖVP und FPÖ hinnehmen, wobei die SPÖ bei der vorangegangenen Wahl 1994 das erste und einzige Mal die meisten Stimmen erzielen konnte. Die Liste Für Innsbruck hatte mit der ÖVP und dem Tiroler Seniorenbund im Gemeinderat eine absolute Mehrheit erzielt. Herwig van Staa (FI) wurde erneut zum Innsbrucker Bürgermeister gewählt. Nach dessen Wahl zum Tiroler Landeshauptmann wurde Hilde Zach neue Innsbrucker Bürgermeisterin.

## Ergebnisse
| Parteien      | Absolute Stimmzahl 2006 | %    | Absolute Stimmzahl 2000 | %    |
| ------------- | ----------------------- | ---- | ----------------------- | ---- |
| Für Innsbruck | 12 967                  | 26,8 | 16 956                  | 36,3 |
| SPÖ           | 9 496                   | 19,7 | 5 472                   | 11,7 |
| GRÜNE         | 8 953                   | 18,5 | 5 899                   | 12,6 |
| ÖVP           | 7 050                   | 14,6 | 5 348                   | 11,5 |
| FLRF          | 4 522                   | 9,4  | 0                       | 0    |
| FPÖ           | 2 416                   | 5,0  | 3 640                   | 7,8  |
| TSB           | 1 381                   | 2,9  | 1 555                   | 3,3  |

## Regierungsbildung
| Parteien                         | Sitze |
| -------------------------------- | ----- |
| Absolute Mehrheit (ab 21 Sitzen) |       |
| FI, SPÖ, Grüne                   | 27    |
| FI, SPÖ, ÖVP                     | 25    |
| FI, Grüne, ÖVP                   | 25    |
| SPÖ, Grüne, ÖVP                  | 22    |
| Sitze gesamt                     | 40    |

Nachdem die Liste Für Innsbruck trotz Verlusten erneut stärkste Kraft geworden war, bildete sie eine gelb-rot-schwarzen Koalition aus Für Innsbruck, SPÖ und ÖVP. Hilde Zach wurde erneut nur Bürgermeisterin von Innsbruck gewählt.